# ترگیل
تَرگیل یا منگوستین  میوهٔ گیاهی با نام علمی گارسینی انبه‌ای (Garcinia mangostana) از تیرهٔ کلازیاسه (Clusiaceae)، و راستهٔ چنارسانان (Malpighiales) که گرد و کمی کوچکتر از توپ تنیس و به قطر سه و نیم تا هفت ونیم سانتیمتر است و رنگ آن بنفش تیره و گاه بنفش مایل به قرمز است؛ قطر پوستهٔ آن شش تا ده میلیمتر و در مقطع عرضی به رنگ قرمز است؛ بخش خوراکی آن نرم و سفیدرنگ است و ممکن است بدون دانه یا دارای یک تا پنج دانه باشد؛ گیاه این میوه در مالزی و تایلند و اندونزی و جنوب هند می‌روید.